# Paul Florschütz

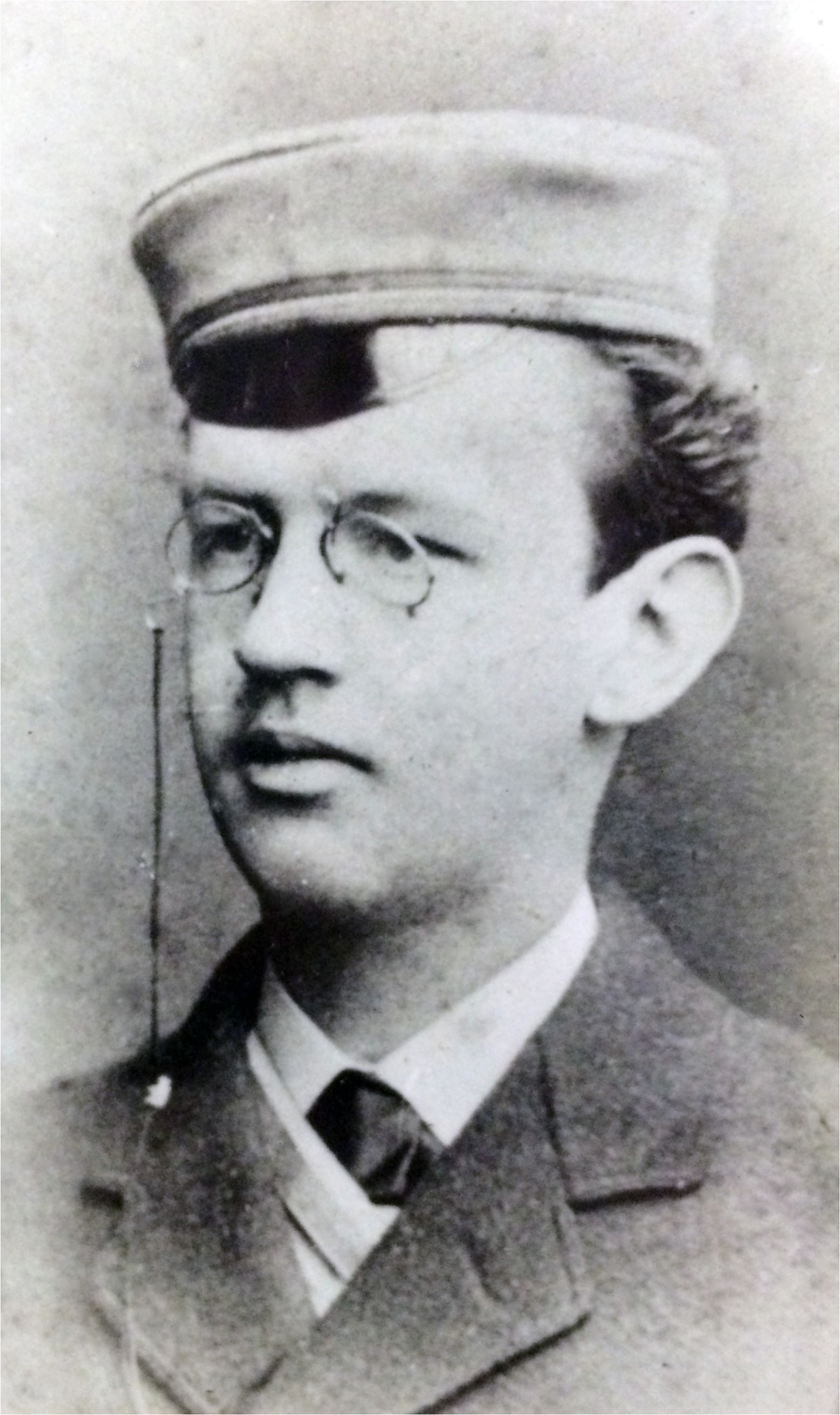
Paul Florschütz (1879)

Paul Florschütz (* 29. Januar 1860 in Iserlohn; † 27. Oktober 1912 in Hattingen) war ein deutscher Verwaltungsjurist.

## Leben
Paul war Sohn des Pastors Albert Florschütz in Iserlohn. Er besuchte das Friedrich-Wilhelm-Gymnasium (Köln). Nach dem Abitur begann er 1879 an der  Rechtswissenschaft an der Universität Leipzig zu studieren. Noch im selben Jahr wurde er im Corps Lusatia Leipzig recipiert. Als Inaktiver wechselte er an die Albert-Ludwigs-Universität Freiburg, wo er ab Ostern 1880 als Einjährig-Freiwilliger im 5. Badischen Infanterie-Regiment Nr. 113 diente. Er beendete das Studium an der Friedrich-Wilhelms-Universität zu Berlin. Er wurde Sekondeleutnant der Reserve im Hohenzollernschen Füsilier-Regiments Nr. 40.
Nach dem Studium trat Florschütz in Köln als Referendar in den preußischen Staatsdienst. 1887 bestand er bei der Regierung in Köln die Prüfung als Regierungsassessor. Nach erster Verwendung bei der Regierung in Liegnitz wurde er 1892 zum Landrat des Kreises Hattingen bestellt. Von 1899 bis 1912 war er Mitglied des Provinziallandtags der Provinz Westfalen. Er starb mit 52 Jahren im Amt als Landrat.

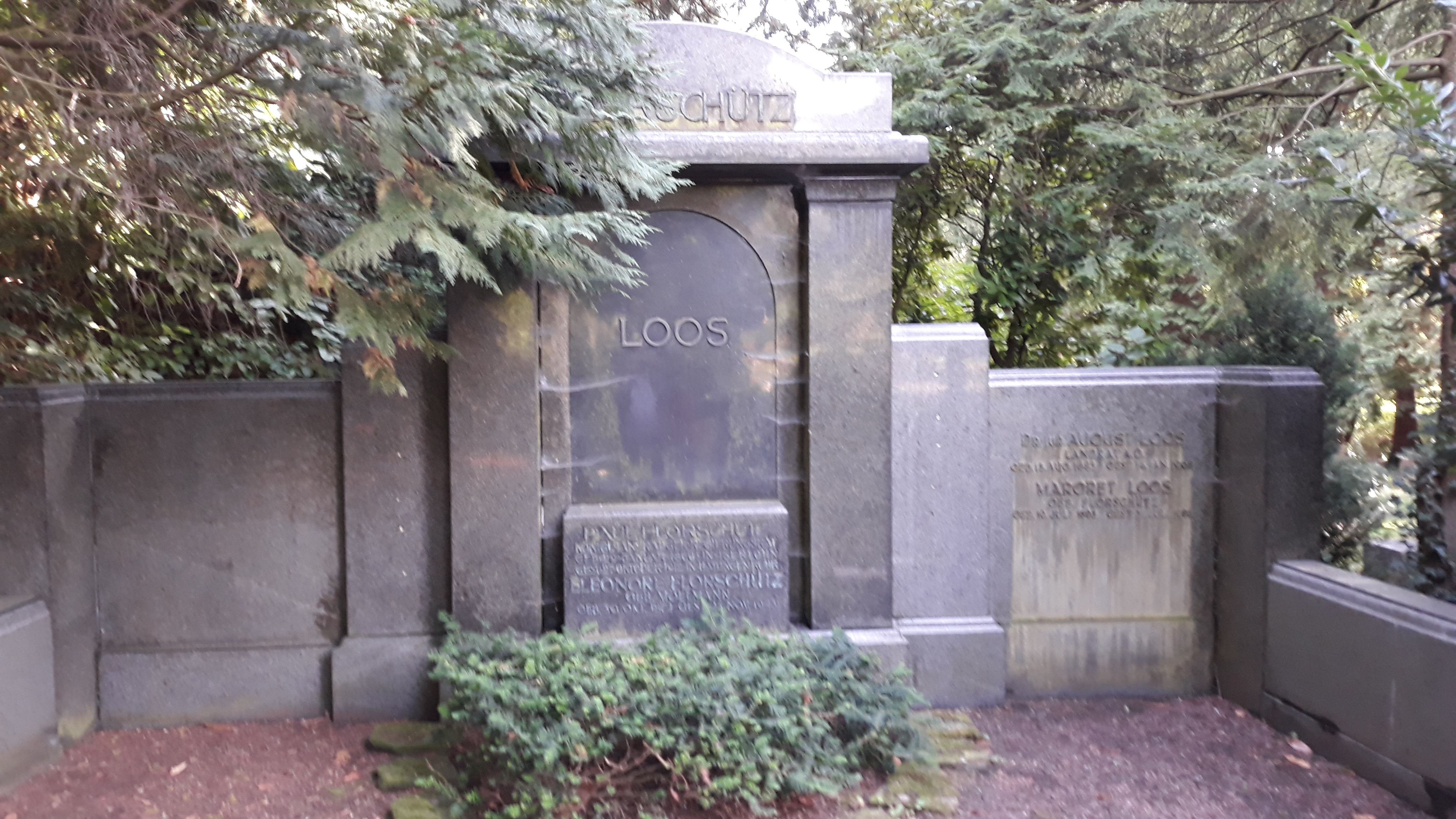
Das Grab von Paul Florschütz im Familiengrab auf dem Hauptfriedhof Iserlohn.

## Schriften
- Die Schiedsmannsordnung vom 29. März 1879. erschien in mehreren Auflagen und wurde fortgeführt von Schultze-Görlitz

## Ehrungen
- Charakter als Geheimer Regierungsrat[1]
- Roter Adlerorden IV. Klasse